# Myzodium mimulicola
Myzodium mimulicola är en insektsart som först beskrevs av Drews och Scott D. Sampson 1937.  Myzodium mimulicola ingår i släktet Myzodium och familjen långrörsbladlöss. Inga underarter finns listade i Catalogue of Life.